# White House (Anstruther)

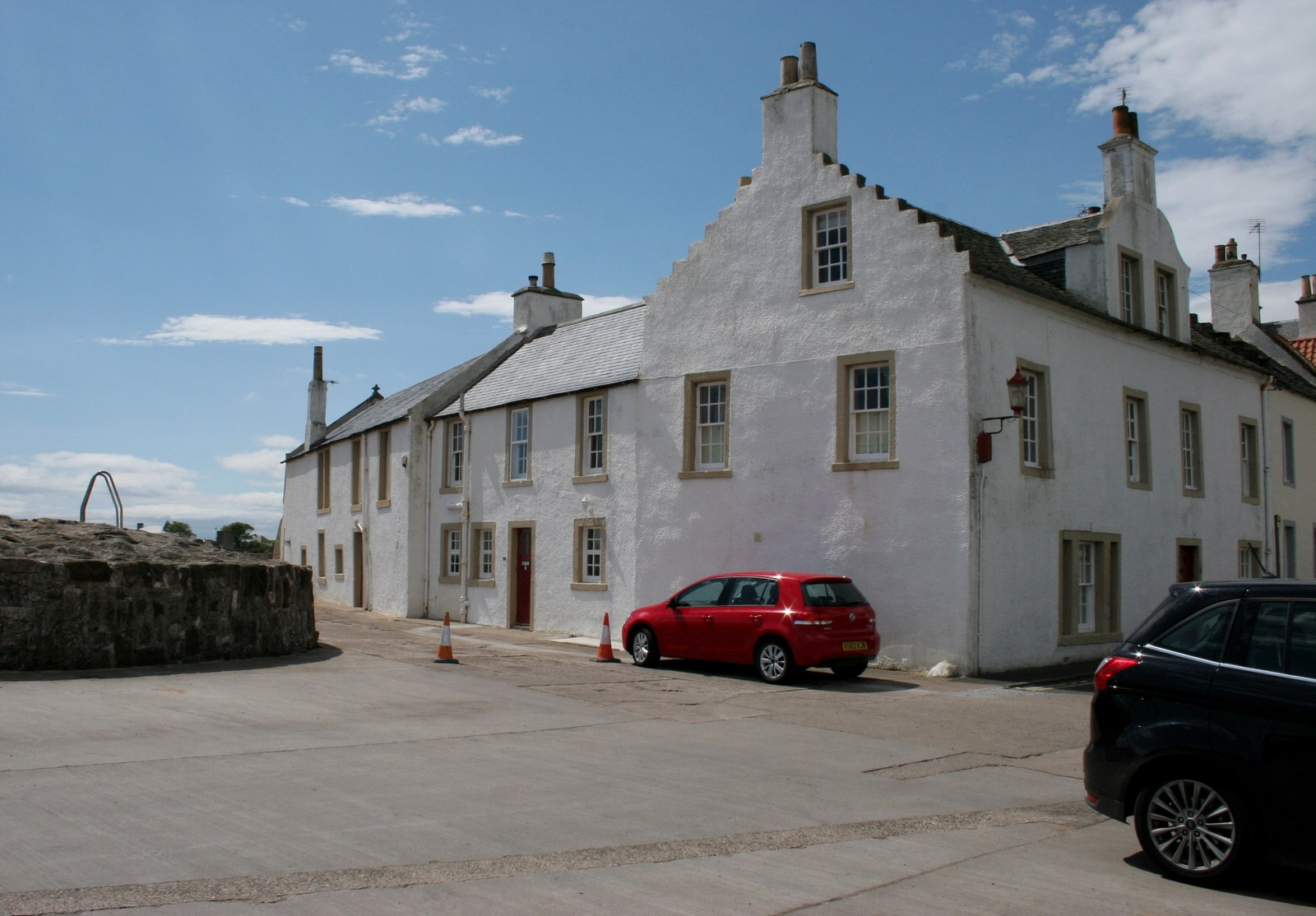
White House (Eckhaus)

Das White House ist ein Wohngebäude in der schottischen Ortschaft Anstruther in der Council Area Fife. 1972 wurde das Bauwerk als Einzeldenkmal in die schottischen Denkmallisten in der höchsten Denkmalkategorie A aufgenommen.

## Beschreibung
Das White House wurde im Jahre 1760 erbaut. Die umliegenden Gebäude stammen ebenfalls aus dem 18. Jahrhundert und wurde in neueren Zeiten mit dem White House verbunden. Das Wohngebäude steht nahe dem Firth-of-Forth-Ufer am Südrand von Anstruther. Direkt gegenüber der Straße mündet der Dreel Burn in den Firth of Forth. Dahinter befinden sich die Hafenanlagen Anstruthers. Die Anstruther Wester Parish Church steht unweit am Dreel Burn. Die ostexponierte Hauptfassade des zweistöckigen Wohngebäudes ist nicht vollständig symmetrisch aufgebaut, jedoch in etwa vier Achsen weit. Seine namensgebenden weißen Fassaden sind mit Harl verputzt, wobei Einfassungen farblich abgesetzt sind. Die Fassade schließt mit einem geschwungenen Zwerchgiebel. Die abschließenden Giebel des schiefergedeckten Satteldachs sind als Staffelgiebel gestaltet.